# Heniot Levy
Heniot Lévy (né à Varsovie le 19 juillet 1879 – mort le 16 juin 1945) est un compositeur, professeur et pianiste américain d'origine polonaise. 

## Biographie
Il est formé à la Hochschule für Musik de Berlin avec Oscar Raif et Karl Heinrich Barth, deux élèves de Tausig ; plus tard, Barth a également formé Arthur Rubinstein. 
Il effectue sa première présentation publique avec l'Orchestre philharmonique de Berlin en 1898 et se produit pour la première fois aux États-Unis en 1905 et s'installe à Chicago. Il enseigne au Conservatoire américain de musique (en) et part en tournée avec les orchestres de Chicago et de Minneapolis. 
En tant que compositeur, il écrit principalement de la musique de chambre. Dans les années 1920, il a enregistré une poignée d'œuvres (Chopin, Bach) sur piano rolls (Welte-Mignon) à New York, dont certains de ses propres morceaux (Variations sur un thème original et deux valses).
Heniot Levy meurt en 1945. Il est le grand-père maternel du claveciniste Igor Kipnis.